# Kup NS BiH 1997-1998
La Kup Nogometnog saveza Bosne i Hercegovine 1997-1998 è stata la quarta edizione della coppa dei Bosgnacchi (le altre etnie della Bosnia Erzegovina disputavano altre coppe: la Kup Herceg-Bosne per i croati e la Kup Republike Srpske per i serbi) e si è conclusa con la vittoria finale del Sarajevo, al suo secondo titolo.

## Novità
Venne siglato un accordo tra la NS BiH (la federazione dei Bosgnacchi) e la NS HB (quella dei croati di Bosnia ed Erzegovina) per far disputare la finale tra le vincitrici delle rispettive coppe: la Kup FBiH.

## Kup NS BiH

### Ottavi di finale
| Squadra 1               | Risultato       | Squadra 2         |
| ----------------------- | --------------- | ----------------- |
| 28.02.1998 e 01.03.1998 |                 |                   |
| Jedinstvo Bihać         | 0 - 3           | Željezničar       |
| Goražde                 | 0 - 8           | Bosna Visoko      |
| Travnik                 | 0 - 1           | Sloboda Tuzla     |
| Sarajevo                | 2 - 0           | Olimpik Sarajevo  |
| Rudar Breza             | 1 - 1 (3-4 dtr) | Gradina Srebrenik |
| NK Zenica               | 1 - 1 (4-3 dtr) | Zmaj od Bosne     |
| Čelik Zenica            | 2 - 2 (3-4 dtr) | Velež Mostar      |
| Misoča Ilijaš           | 0 - 2           | Radnički Lukavac  |

### Quarti di finale
| Squadra 1        | Totale          | Squadra 2         | Andata     | Ritorno    |
| ---------------- | --------------- | ----------------- | ---------- | ---------- |
|                  |                 |                   | 11.03.1998 | 25.03.1998 |
| Sloboda Tuzla    | 3 - 1           | Bosna Visoko      | 2 - 0      | 1 - 1      |
| Sarajevo         | 3 - 2           | Gradina Srebrenik | 2 - 1      | 1 - 1      |
| Radnički Lukavac | 0 - 2           | Velež Mostar      | 0 - 0      | 0 - 2      |
| NK Zenica        | 1 - 1 (6-5 dtr) | Željezničar       | 1 - 0      | 0 - 1      |

### Semifinali
| Squadra 1    | Totale          | Squadra 2     | Andata     | Ritorno    |
| ------------ | --------------- | ------------- | ---------- | ---------- |
|              |                 |               | 08.04.1998 | 22.04.1998 |
| NK Zenica    | 0 - 0 (2-3 dtr) | Sarajevo      | 0 - 0      | 0 - 0      |
| Velež Mostar | 1 - 2           | Sloboda Tuzla | 1 - 0      | 0 - 2      |

### Finale
| Arbitro: | Džemal Čalija (Sarajevo) |

| |            | |
| Granov 113’ | Marcatori  | |
| Hurtić Smječanin (80' Ćenan) Selimović Hošić Hadžispahić Beganović Gogalić (116' Zahirović) Avdić (95' Alić) Ihtijarević Valentić Granov | Formazioni | Halilović Joldić (109' Abazović) Osmanhodžić Bajrović Malkočević Pašalić E. Mešanović Jašarević Karić Kavazović A. Mešanović (23' Mehmedović, 91' Sadić) |
| Mehmed Janjoš | Allenatori | Nedžad Verlašević |

## Kup Herceg-Bosne
Il Široki Brijeg in semifinale ha eliminato il Novi Travnik per 6-0 a Mostar il 21 maggio.

### Finale
| Arbitro: | Spomenko Mandić (Ljubuški) |

|  |                      |  |
|  | Tiri di rigore 3 – 2 |  |

## Kup FBiH
Alla finale della prima edizione della Nogometni kup Federacije Bosne i Hercegovine sono giunte Sarajevo (vincitore della coppa dei bosgnacchi) e Orašje (vincitore di quella dei croati).
| Squadra 1 | Totale | Squadra 2 | Andata | Ritorno |
| --------- | ------ | --------- | ------ | ------- |
| Orašje    | 0 - 1  | Sarajevo  | 0 - 0  | 0 - 1   |